# Чемпіонат України з хокею серед жінок 2017—2018
Чемпіонат України з хокею серед жінок 2017—2018 — 2-й чемпіонат України з хокею серед жінок. У чемпіонаті брали участь п'ять клубів.

## Учасники
- ХК «Дніпровські Білки» (Дніпро)
- ХК «Королеви Дніпра» (Дніпро)
- ХК «Лавина» (Кременчук)
- ХК «Пантери» (Харків)
- ХК «Україночка» (Київ)

## Перший етап
| Турнірна таблиця регулярного сезону | Турнірна таблиця регулярного сезону | Турнірна таблиця регулярного сезону | Турнірна таблиця регулярного сезону | Турнірна таблиця регулярного сезону | Турнірна таблиця регулярного сезону | Турнірна таблиця регулярного сезону | Турнірна таблиця регулярного сезону | Турнірна таблиця регулярного сезону | Турнірна таблиця регулярного сезону | Турнірна таблиця регулярного сезону |
| М                                   | Команда                             | І                                   | В                                   | ВО                                  | ПО                                  | П                                   | ЗШ                                  | ПШ                                  | +/-                                 | О                                   |
| ----------------------------------- | ----------------------------------- | ----------------------------------- | ----------------------------------- | ----------------------------------- | ----------------------------------- | ----------------------------------- | ----------------------------------- | ----------------------------------- | ----------------------------------- | ----------------------------------- |
| 1                                   | ХК «Пантери»                        | 11                                  | 10                                  | 0                                   | 1                                   | 0                                   | 90                                  | 17                                  | +73                                 | 31                                  |
| 2                                   | ХК «Королеви Дніпра»                | 12                                  | 7                                   | 0                                   | 1                                   | 4                                   | 76                                  | 34                                  | +42                                 | 22                                  |
| 3                                   | ХК «Дніпровські Білки»              | 12                                  | 6                                   | 1                                   | 0                                   | 5                                   | 69                                  | 54                                  | +15                                 | 20                                  |
| 4                                   | ХК «Україночка»                     | 12                                  | 3                                   | 2                                   | 1                                   | 6                                   | 51                                  | 38                                  | +13                                 | 14                                  |
| 5                                   | ХК «Лавина»                         | 11                                  | 0                                   | 0                                   | 0                                   | 11                                  | 3                                   | 146                                 | -143                                | 0                                   |

## Плей-оф

### Півфінали
- «Королеви Дніпра» — «Дніпровські Білки» 4:2
- «Пантери» — «Україночка» 4:3 ОТ

### Фінал
- «Пантери» — «Королеви Дніпра» 7:3